# Боймишка носия
Боймишката носия е носия в историко-географската област Боймия в южната част на Северна Македония и северна Егейска Македония, Гърция. Областта съвпада с Гевгелийско-валандовската котловина.
Според С. Танович до средата на XIX век всички носии в областта са еднакви, докато не навлиза манифактурното производство на тъкани, което променя женските носии. Промяната е главно във фустана, кюрчето, кюрука, кондурите, мумията и каераците. Мъжката носия относително се запазва еднаква дори след този период, поне до началото на XX век.

## Мъжка носия
Мъжката носия се състои от кошула, гайки (гащи), дзиври, барнавези или шалвари, фустан, елек, пояс, долама, чорапи, опинци, коса и капа. Типични за този край са носиите на русалиите.

## Женска носия
Женската носия се състои от кошула, яглик, гайки (гащи), дуламка, интерия, пояс, елече, скутина, чорапи, кондури, коса, марама, капа и накит.